# Peine de mort en Caroline du Sud
En Caroline du Sud, la pendaison fut en usage jusqu'en 1912, date à laquelle la chaise électrique fut adoptée. L'injection létale fut introduite dans l'État en 1995. Les condamnés peuvent choisir entre l'injection létale, la chaise électrique et le peloton d'exécution.
Les condamnés à mort de Caroline du Sud sont incarcérés au Kirkland Correctional Institution, ils sont transférés dans une autre prison de Columbia une fois que la Cour suprême de l'État a publié l'ordre d'exécution de la condamnation, qui a lieu alors le quatrième vendredi qui suit à 18 heures.
En mars 2018, une proposition de loi est adoptée par le Sénat. Elle vise à faire de la chaise électrique la première méthode d'exécution, ne permettant l'injection létale que si les produits sont disponibles. En effet la Caroline du Sud, qui n'exécute plus de condamnés pendant plus de dix ans, ne parvient plus à se fournir en produits nécessaire aux injections. La proposition doit également être votée par la Chambre des représentants puis ratifiée et approuvée par le gouverneur, ce qui devrait être le cas et ferait donc de la Caroline du Sud le second État, après l'Oklahoma à ne plus avoir comme première méthode d'exécution l'injection létale. En mars 2022, l’État a annoncé qu’il avait fini d’élaborer des protocoles d’exécution par peloton d’exécution.

## Exécutions depuis 1974
Les exécutions ont lieu à Columbia au Broad River Correctional Institution.
| #  | Criminel          | Date              | Méthode(s)          | Crime(s) | Gouverneur         |
| -- | ----------------- | ----------------- | ------------------- | --- | ------------------ |
| 1  | Joseph Shaw       | 11 janvier 1985   | Chaise électrique   | Meurtre en 1977 de trois personnes dont deux femmes âgées de vingt-deux et quatorze ans après les avoir violées.                                                                    | Richard Riley      |
| 2  | James Roach       | 10 janvier 1986   | Chaise électrique   | Meurtre en 1977 de trois personnes dont deux femmes âgées de vingt-deux et quatorze ans après les avoir violées.                                                                    | Richard Riley      |
| 3  | Ronald Woomer     | 27 avril 1990     | Chaise électrique   | Meurtre en 1979 de quatre personnes dans une série de braquages et cambriolages précédé de viol sur l'une des victimes.                                                             | Carol Campbell Jr. |
| 4  | Donald Gaskins    | 6 septembre 1991  | Chaise électrique   | Meurtre entre 1953 et 1982 de près d'une centaine de personnes à travers l'État souvent précédé de viol ou tortures.                                                                | Carol Campbell Jr. |
| 5  | Sylvester Adams   | 18 août 1995      | Injection létale    | Meurtre en 1979 de son voisin de seize ans en l'étranglant afin de lui dérober de l'argent.                                                                                         | David Beasley      |
| 6  | Robert South      | 31 mai 1996       | Injection létale    | Meurtre en 1983 d'un officier de police alors que ce dernier dressait une contravention à un automobiliste.                                                                         | David Beasley      |
| 7  | Fred Kornahrens   | 19 juillet 1996   | Injection létale    | Meurtre en 1985 de son ex-femme, du père ainsi que du fils âgé de dix ans de celle-ci en les poignardant à leur domicile.                                                           | David Beasley      |
| 8  | Michael Torrence  | 6 septembre 1996  | Injection létale    | Meurtre en 1987 d'un couple en les étranglant lors d'un cambriolage puis d'une prostituée en la poignardant.                                                                        | David Beasley      |
| 9  | Larry Bell        | 4 octobre 1996    | Chaise électrique   | Meurtre en 1985 de deux jeunes filles de dix-sept et dix ans en les asphyxiant après les avoir violées.                                                                             | David Beasley      |
| 10 | Doyle Lucas       | 15 novembre 1996  | Injection létale    | Meurtre en 1983 d'un couple de retraités en leur tirant dessus lors du cambriolage de leur maison.                                                                                  | David Beasley      |
| 11 | Frank Middleton   | 22 novembre 1996  | Injection létale    | Meurtre en 1984 de deux femmes après les avoir violées alors qu'il venait de s'échapper de prison où il purgeait une peine pour le meurtre d'un enfant.                             | David Beasley      |
| 12 | Michael Elkins    | 12 juin 1997      | Injection létale    | Meurtre en 1990 d'une femme en la poignardant après que cette dernière se soit arrêtée pour lui prêter assistance alors qu'il se trouvait en panne sur l'autoroute.                 | David Beasley      |
| 13 | Earl Matthews     | 7 novembre 1997   | Injection létale    | Meurtre en 1984 d'une adolescente de seize ans en lui tirant dessus lors d'un cambriolage.                                                                                          | David Beasley      |
| 14 | John Arnold       | 6 mars 1998       | Injection létale    | Meurtre en 1978 d'une femme en l'étranglant avec un tuyau d'arrosage après l'avoir violée et torturée.                                                                              | David Beasley      |
| 15 | John Plath        | 10 juillet 1998   | Injection létale    | Meurtre en 1978 d'une femme en l'étranglant avec un tuyau d'arrosage après l'avoir violée et torturée.                                                                              | David Beasley      |
| 16 | Sammy Roberts     | 25 septembre 1998 | Injection létale    | Meurtre en 1980 de trois hommes en les attirant dans un bois où il les a dévalisés puis les a abattus avec son arme.                                                                | David Beasley      |
| 17 | Larry Gilbert     | 4 décembre 1998   | Injection létale    | Meurtre en 1977 du propriétaire d'une station service lors d'un braquage à main armée.                                                                                              | David Beasley      |
| 18 | J.D Gleaton       | 4 décembre 1998   | Injection létale    | Meurtre en 1977 du propriétaire d'une station service lors d'un braquage à main armée.                                                                                              | David Beasley      |
| 19 | Louis Truesdale   | 11 décembre 1998  | Injection létale    | Meurtre en 1980 d'une adolescente de dix-huit ans après l'avoir kidnappée et violée sur le parking d'un supermarché.                                                                | David Beasley      |
| 20 | Andrew Smith      | 18 décembre 1998  | Injection létale    | Meurtre en 1983 d'un couple de retraitées âgées de quatre-vingt-six et quatre-vingt-deux ans en les poignardant lors d'un cambriolage.                                              | David Beasley      |
| 21 | Ronnie Howard     | 8 janvier 1999    | Injection létale    | Meurtre en 1985 de deux femmes pour leur voler leur voiture en les étouffant avec un sac plastique puis en les battant à mort.                                                      | David Beasley      |
| 22 | Joseph Atkins     | 22 janvier 1999   | Injection létale    | Meurtre en 1985 de son père adoptif puis de sa voisine de treize ans en leur tirant dessus avec un fusil à canon scié alors qu'il sortait de prison où il était entré pour meurtre. | Jim Hodges         |
| 23 | Leroy Drayton     | 12 novembre 1999  | Injection létale    | Meurtre en 1984 d'une caissière d'une station service de dix-neuf ans en lui tirant dessus après l'avoir emmené de force et violée près d'une rivière.                              | Jim Hodges         |
| 24 | David Rocheville  | 3 décembre 1999   | Injection létale    | Meurtre en 1991 de deux jeunes hommes lors du braquage d'un cinéma dans un centre commercial.                                                                                       | Jim Hodges         |
| 25 | Kevin Young       | 3 novembre 2000   | Injection létale    | Meurtre en 1988 du directeur d'une école élémentaire à la sortie de son travail pour lui voler son portefeuille afin d'acheter de la drogue en l'abattant d'une balle dans la tête. | Jim Hodges         |
| 26 | Richard Johnson   | 3 mars 2002       | Injection létale    | Meurtre en 1985 d'un homme qui avait acceptée de le prendre en stop sur l'autoroute en lui tirant dessus pendant son sommeil puis d'un officier de police lors d'un banal contrôle. | Jim Hodges         |
| 27 | Anthony Green     | 23 août 2002      | Injection létale    | Meurtre en 1987 d'une femme sur le parking d'un centre commercial en l'abattant d'un coup de fusil pour lui voler le contenu de son sac.                                            | Jim Hodges         |
| 28 | Michael Passaro   | 13 septembre 2002 | Injection létale    | Meurtre en 1998 de sa fille de deux ans alors assise à l'intérieur de son minivan en y mettant de le feu devant la maison de son ex-femme.                                          | Jim Hodges         |
| 29 | David Hill        | 19 mars 2004      | Injection létale    | Meurtre en 1994 d'un officier de police lors d'un contrôle afin de s'échapper pour causes d'invalidité de son permis et d'un possession de drogue.                                  | Mark Sanford       |
| 30 | Jerry McWee       | 16 avril 2004     | Injection létale    | Meurtre en 1991 de son patron puis du caissier d'une épicerie lors d'un braquage.                                                                                                   | Mark Sanford       |
| 31 | Jason Byram       | 23 avril 2004     | Injection létale    | Meurtre en 1993 d'une femme en la poignardant avec un couteau de boucher lors du cambriolage de sa maison.                                                                          | Mark Sanford       |
| 32 | James Tucker      | 28 mai 2004       | Chaise électrique   | Meurtre en 1992 de deux femmes lors de cambriolages en leur tirant dessus. | Mark Sanford       |
| 33 | Richard Longworth | 4 avril 2005      | Injection létale    | Meurtre en 1991 de deux jeunes hommes lors du braquage d'un cinéma dans un centre commercial.                                                                                       | Mark Sanford       |
| 34 | Hastings Wise     | 4 novembre 2005   | Injection létale    | Meurtre en 1997 de quatre personnes sur son ancien lieu de travail duquel il venait d'être renvoyé.                                                                                 | Mark Sanford       |
| 35 | Shawn Humphries   | 2 décembre 2005   | Injection létale    | Meurtre en 1994 de l'employé d'une épicerie lors du braquage de celle-ci. | Mark Sanford       |
| 36 | William Downs     | 14 juillet 2006   | Injection létale    | Meurtre entre 1991 et 1999 de deux enfants de dix et six ans après les avoir kidnappés, violés et étranglés.                                                                        | Mark Sanford       |
| 37 | Calvin Shuler     | 22 juin 2007      | Injection létale    | Meurtre en 1997 d'un ex-collègue de travail lors du braquage d'un fourgon blindé de la société pour laquelle il avait auparavant travaillé.                                         | Mark Sanford       |
| 38 | David Hill        | 6 juin 2008       | Injection létale    | Meurtre en 1996 de trois employés d'un bureau des affaires familiales pour se venger à la suite de la perte de la garde ses enfants.                                                | Mark Sanford       |
| 39 | James Reed        | 20 juin 2008      | Chaise électrique   | Meurtre en 1994 des parents de son ex-petite amie pour se venger de leur rupture.                                                                                                   | Mark Sanford       |
| 40 | Joseph Gardner    | 5 décembre 2008   | Injection létale    | Meurtre en 1992 d'une jeune femme de vingt-cinq ans après l'avoir torturée, violée, abattue avec son arme puis laissée sur le bord d'une route de campagne.                         | Mark Sanford       |
| 41 | Luke Williams     | 20 février 2009   | Injection létale    | Meurtre en 1991 de sa femme et de son fils de douze ans en leur tirant dessus et les étranglant avant de mettre feu aux corps dans le but de toucher leurs assurances-vie.          | Mark Sanford       |
| 42 | Thomas Ivey       | 8 mai 2009        | Injection létale    | Meurtre en 1993 d'un homme d'affaires après l'avoir kidnappé puis conduit dans un endroit reculé afin de le voler puis d'un officier de police dans un centre commercial.           | Mark Sanford       |
| 43 | Jeffrey Motts     | 6 mai 2011        | Injection létale    | Meurtre en 2005 d'un codétenu alors qu'il purgeait déjà une peine de perpétuité pour le double meurtre d'un couple de retraités.                                                    | Nikki Haley        |
| 44 | Freddie Owens     | 20 septembre 2024 | Injection létale    | Meurtre en 1997 d'une caissière d'une superette lors d'un braquage à main armée, puis d'un codétenu en prison.                                                                      | Henry McMaster     |
| 45 | Richard Moore     | 1er novembre 2024 | Injection létale    | Meurtre en 1999 d'un caissier lors d'une attaque à main armée. | Henry McMaster     |
| 46 | Marion Bowman     | 31 janvier 2025   | Injection létale    | Meurtre en 2001 d'une femme avant de brûler son cadavre. | Henry McMaster     |
| 47 | Brad Sigmon       | 7 mars 2025       | Peloton d'execution | Meurtre en 2001 des parents de son ancienne petite-amie. | Henry McMaster     |
| 48 | Mikal Mahdi       | 11 avril 2025     | Peloton d'execution | Meurtre en 2004 d'un officier de police de repos. | Henry McMaster     |
| 49 | Stephen Stanko    | 13 juin 2025      | Injection létale    | Meurtres en 2005 de son patron et d'une employée, agression sexuelle et tentative de meurtre sur la fille de l'employée.                                                            | Henry McMaster     |

Au 15 juin 2025 le couloir de la mort de Caroline du Sud compte 25 condamnés. Depuis 1974, deux condamnés ont été graciés en Caroline du Sud.

## Crimes capitaux
- « S.C.C.L. 16-3-10 - Meurtre au premier degré »

### Référence
1. ↑  (en) « South Carolina Legislature », sur scstatehouse.gov (consulté le 11 janvier 2019).
2. ↑  (en) « South Carolina lacks the lethal injection drugs needed to execute inmate », sur CNN, 22 novembre 2017 (consulté le 11 janvier 2019).
3. ↑  (en-US) Denise Grady et Jan Hoffman, « States Turn to an Unproven Method of Execution: Nitrogen Gas », The New York Times,‎ 7 mai 2018 (ISSN 0362-4331, lire en ligne, consulté le 30 janvier 2019)
4. ↑  (en) Associated Press in Columbia, « South Carolina death row prisoner chooses firing squad over electric chair », sur the Guardian, 15 avril 2022 (consulté le 15 avril 2022).
5. ↑  « DEATH ROW LIST SUBJECT: DATE: January 10, 2019 SOUTH CAROLINA DEPARTMENT OF CORRECTIONS The inmates listed below have been sente », sur webcache.googleusercontent.com (consulté le 12 janvier 2019).
6. ↑  « Innocence Database | Death Penalty Information Center », sur deathpenaltyinfo.org (consulté le 12 janvier 2019).

## Sources
- (en) Administration pénitentiaire de Caroline du Nord
- (en) « Caroline du Sud », sur Death Penalty Information Center